# كيوزانو دستي
كيوزانو دستي (بالإيطالية: Chiusano d'Asti)‏ هي بلدة وبلدية في مقاطعة أستي في إقليم بييمونتي في جنوب إيطاليا.

## السكان
في سنة 1861 بلغ عدد السكان 602 نسمة، وتطور العدد ليصل في سنة 2011 لـ 226 نسمة.
يظهر هذا المخطط البياني تطور النمو السكاني لـ كيوزانو دستي